# Crazy (Lost Frequencies & Zonderling)
Crazy is een nummer van de Belgische dj Lost Frequencies en het Nederlandse dj-duo Zonderling uit 2017.
Het nummer werd vooral in het Nederlandse en Duitse taalgebied een hit. In de Vlaamse Ultratop 50 bereikte het de nummer 1-positie, en in de Nederlandse Top 40 de 12e positie.
Het nummer kreeg een MIA-nominatie voor Beste single van 2018.